# DEXPISTOLS
DEXPISTOLS（デックスピストルズ）はDJ DARUMAとDJ MAARによるエレクトロニック・ダンス・ミュージックユニットである。

## 略歴
2000年の初頭からリミキサー、プロデューサーとして活動を開始する。
2005年に『LESSON.01』をリリース。個々による二部構成の2many DJ'sスタイル。ルーツとなる音も盛り沢山で非常に面白い内容となっている。正規ではないので現在入手困難。
2006年に『LESSON.02』をリリース。THIS IS OUR OLD MIXTAPE。Eric B. & Rakim,Masters At Work,Todd Terry,Tyree,〆はグランドビートSuzi Kim/Try Me。まさしくレッスン。
2007年に『LESSON.03をリリース。Justice,UFFIE,GREEN VELVET ,KLAXONS, CORNELIUSなどをMix。最尖端Tokyo New School。
2008年2月に初のオフィシャルミックスCD『LESSON.04“APPLE”』を発売。1万枚を超えるスマッシュ・ヒットを記録し話題を呼んだ。
2009年12月24日BMG JAPANよりメジャー・デビュー。デビュー初のアルバムとしてDEXPISTOLSを中心としたアーティスト集団『ROC TRAX』名義でコンピレーション・アルバム『ROC TRAX presents LESSON.05“SATURDAYS”』を発売。そのアルバムに初の全曲書き下ろし新曲を2曲収録する。
2010年1月20日『ROC TRAX』名義のデビュー2枚目のアルバム『DEXPISTOLS & ROC TRAX presents 「LESSON.06 "ROC TRAX JAM"」』をリリース。
2010年5月19日前作のリミックスアルバム『DEXPISTOLS & ROC TRAX presents "ROC TRAX JAM REMIXES"』をリリース。
2010年7月21日『DEXPISTOLS』としては初のオリジナルシングル『FIRE feat. Zeebra』をリリースする。
2011年3月、1stアルバムをリリース。
2015年2月2日。1月末日をもって無期限活動休止したことを発表。

## メンバー
- DJ DARUMA
ファッションブランド“ROC STAR”のメインデザイナーとしても勤める。（2010年末にROCSTAR解散）
DIGITAL　JUNKEEZのメンバーでもあり、ROCSTAR in HARAJUKUなどのRS PVもディレクション。必見。DARUMANIAのMix CDシリーズもリリース。 現在はPKCZとして活動する。

- DJ MAAR
DEXPISTOLSとして活動する前に『MAGDARISE』というユニットでリミキサー、プロデューサーとして活動していた。
DJ EMMA主宰によるレーベルNITELIST MUSICに所属、これまでに多数のREMIX、 プロデュース作品を手掛けている。 RADROCK名義によるボブ・マーリーのカバーRedemption Songや、Walkman25周年アルバムに収録されたSunday Morning等。aegHaでもレギュラーを持ち、初のMix CD、ageHa Vol.00も担当。現在は元スケボーキングのJohn "Shigeo" DoeとともにFake Eyes Productionを結成し活動している。

## 特徴
エレクトロニック・ダンス・ミュージックを軸に、ヒップホップ、ロック、ハウスなどを取り入れる。国内外で人気があり日本のエレクトロニック・ダンス・ミュージックユニットにおける最重要アーティストとなった。
4CDJスタイルによる超絶プレイ。圧巻のスキルによる縦横無尽ながら無限のグルーヴを作り出す2ピースDJバンド。若手の発掘にも力を注いでおり、シーンの発展を純粋に望んでいる。ヘッズから多大なる支持を集める。2011年、ダブステップを通過した新たなDJスタイルが話題。

## ディスコグラフィー

### シングル
| 発売日        | タイトル          | 解説                                       |
| 2010年7月21日 | FIRE feat. Zeebra | DEXPISTOLS名義では初の作品でZeebraが参加。 |

### アルバム
| 発売日         | タイトル                                                | 解説                                                                                           |
| 2008年2月9日   | ROC TRAX presents DEXPISTOLS LESSON.04 “Apple”          | 1万枚を超えるスマッシュ・ヒットを記録したファーストアルバム                                    |
| 2008年12月24日 | ROC ROC TRAX presents LESSON.05“SATURDAYS”              | メジャー・デビュー初のアルバム『DEXPISTOLS』のほか『ROC TRAX』のメンバーの曲も収録されている。 |
| 2010年1月20日  | DEXPISTOLS & ROC TRAX presents LESSON.06 "ROC TRAX JAM" | 前作同様『DEXPISTOLS』や『ROC TRAX』クルーによる新曲のほかミックスCDが収録                     |
| 2010年5月19日  | DEXPISTOLS & ROC TRAX presents "ROC TRAX JAM REMIXES"   | 前作『DEXPISTOLS & ROC TRAX presents LESSON.06 "ROC TRAX JAM"』のリミックスアルバム            |

## 現在発表されているオリジナル曲
| 曲名 | 収録されているアルバム   |
| INTRO | LESSON.05“SATURDAYS”     |
| SATURDAYS feat. VERBAL & MADEMOISELLE YULIA                                                                                                | LESSON.05“SATURDAYS”     |
| MIDNIGHT SEVENSTARS (RAP MIX) Feat. BIG-O, DABO, OHLI-DAY(ICE DYNASTY), JON-E(THE ARM) KICC(THE ARM), YOUNG WAVE(THE ARM), B.E.K.(THE ARM) | LESSON.05“SATURDAYS”     |
| OUTRO | LESSON.05“SATURDAYS”     |
| BIRD OF PARADISE | LESSON.06 "ROC TRAX JAM" |
| NEW JACK HOUSE FEAT. JON-E | LESSON.06 "ROC TRAX JAM" |
| HOUSE IN MY HOUSE DEXPISTOLS & M.S.K. | LESSON.06 "ROC TRAX JAM" |
| NEW JACK HOUSE FEAT. JON-E (RADIO EDIT) | LESSON.06 "ROC TRAX JAM" |

## 関連作品 アウトワーク
| リリース日     | 曲名                                                                        | アーティスト             | 収録された作品                                                  |
| 2007年9月26日  | she loves the CREAM -DEXPISTOLS REMIX-                                      | m-flo loves DOPING PANDA | electriCOLOR -COMPLETE REMIX-                                   |
| 2008年7月5日   | Kraftpunk (Dexpistols 'Too Late' Remix)                                     | Digiki                   | デンス・ミュージック                                            |
| 2008年7月16日  | ONE DEXPISTOLS REMIX                                                        | Crystal Kay              | ONE                                                             |
| 2008年11月12日 | Beat it ～from PANIC FANCY～ DEXPISTOLS Remix                               | ORANGE RANGE             | おしゃれ番長 Feat. ソイソース                                   |
| 2008年12月10日 | K to K -DEXPISTOLS REMIX-                                                   | Blue Smith               | オルガンＣＬＵＢ                                                |
| 2008年12月24日 | Melody And Shudder - DEXPISTOLS HOMMAGE FOR ""ROULE"" REMIX                 | THE LOWBROWS             | For Whom the Bell Tolls                                         |
| 2009年3月11日  | Dirty Game -DEXPISTOLS REMIX-                                               | 土屋アンナ               | NUDY xxxremixxxxxxx!!!!!!!! SHOW!                               |
| 2009年3月18日  | LOVE THIS MUSIC feat. JING TENG（DEXPISTOLS Remix)                          | PUSHIM                   | LOVE THIS MUZIK                                                 |
| 2009年4月15日  | deslre(DEXPISTOLS remix)                                                    | FACT                     | NIVAN RUNDER SOUNDRUGS                                          |
| 2009年8月5日   | Lala Song feat.Sugarhill Gang (DEXPISTOLS Remix) (日本盤ボーナス・トラック) | Bob Sinclar              | Born In 69                                                      |
| 2009年10月1日  | JEFFER (DEXPISTOLS REMIX)（日本盤限定特典 ダウンロードのみ）                | Boys Noize               | Power                                                           |
| 2010年3月3日   | Main Street Electrical Parade                                               | DEXPISTOLS               | House★Disney -Electro Parade-                                   |
| 2010年3月17日  | Butterfly City Feat.RYO the SKYWALKER,Mummy-D & DOUBLE (DEXPISTOLS Remix)   | ZEEBRA                   | Butterfly City Feat. RYO the SKYWALKER, Mummy-D & DOUBLE        |
| 2010年5月12日  | Light Infection (DEXPISTOLS REMIX)                                          | Prague                   | Distort                                                         |
| 2010年6月9日   | GREED... (DEXPISTOLS REMIX)                                                 | AA=                      | GREED... (DEXPISTOLS REMIX) - Single(iTunes 配信限定)           |
| 2011年2月2日   | 戦い (DEXPISTOLS Remix)                                                     | DEXPISTOLS               | 『BLACK★ROCK SHOOTER ANIMATION; ORIGINAL SOUNDTRACK & REMIXES』 |
| 2011年2月9日   | Watching you feat.WISE (DEXPISTOLS Remix)                                   | LIL                      | Synchronize                                                     |
| 2011年8月10日  | wanna Be A Dreammaker (DEXPISTOLS Remix)                                    | globe                    | house of globe                                                  |

## 親交の深いアーティスト
- m-flo
- 80kidz
- THE LOWBROWS
- M.S.K.
- MYSS